# Hypodaphnis zenkeri
Hypodaphnis zenkeri är en lagerväxtart som först beskrevs av Adolf Engler, och fick sitt nu gällande namn av Otto Stapf. Hypodaphnis zenkeri ingår i släktet Hypodaphnis och familjen lagerväxter. Inga underarter finns listade i Catalogue of Life.